# Vujadin Popović
Vujadin Popović (14. ožujka 1957., Popovići, Bosna i Hercegovina) je bosanski Srbin koji je sudjelovao u ratu u Bosni i Hercegovini. Bio je potpukovnik i načelnik sigurnosti Drinskog korpusa Vojske Republike Srpske.
26. ožujka 2002., Međunarodni sud za ratne zločine počinjene na području bivše Jugoslavije (ICTY) podigao je optužnicu protiv njega za njegovu ulogu u genocidu u Srebrenici. Predao se te je prebačen u Haag 14. travnja 2005. Četiri dana kasnije, pojavio se pred komorom te se izjasnio da "nije kriv". 10. lipnja 2010., ICTY je donio presudu prema kojoj je on bio prisutan s Vojskom bosanskih Srba na Potočarima 12. srpnja te je bio svjestan o broju muškaraca među tisućama Bošnjaka koje se okupilo na toj lokaciji tog dana. Sudska komora je neupitno ustanovila da je Popović bio uključen u organizaciju pothvata ubijanja koja se je izvršila u području Zvornika. Prema presudi, sudjelovao je u udruženom zločinačkom pothvatu ubijanja bošnjačkih muškaraca Srebrenice te da je djelovao s namjerom progona. Proglašen je krivim za genocid, istrebljenje, ubojstvo i progon te osuđen na doživotnu kaznu u zatvoru.

## Poveznice
- Ljubiša Beara